# 허하백
허하백(許河伯, 일본식 이름: 金村河伯 가네무라 가와하쿠, 1909년~?)은 일제강점기와 대한민국 건국 초기의 교육인 겸 여성계 인물로 조각가 김복진의 부인이다.

## 생애
함경북도 청진에서 출생하였고 함경북도 온성에서 잠시 유아기를 보낸 적이 있는 그녀는 배화여자고등보통학교 교사로 근무하다가 소설가 박화성의 소개로 카프 창립자이며 사회주의 계열의 유명한 문예운동가인 김복진을 만나 결혼했다. 숙명여자고등보통학교 교사를 지내던 1940년 남편 김복진이 사망했는데, 이후로 조선총독부의 시책에 적극적으로 협조하면서 여성계의 대표적인 친일 인사가 되었다.
1942년 《조광》 주최의 시국 좌담회에서 '징병제 실시를 환영하며 이에 적극 호응해야 한다'는 내용의 발언을 했고, 같은 해 〈총후부인의 각오〉라는 친일 논설을 《대동아》에 기고했다. 전시 체제를 맞아 친일 여성 인사를 총망라해 구성한 조선임전보국단 부녀대에도 참여했다.
태평양 전쟁 종전 직후 좌우 합작의 여성 단체인 건국부녀동맹을 결성하여 정치인으로 활동하다가, 전국부녀총동맹 제2부총재를 맡으며 좌익 계열의 대표적인 여성 정치인이 되었다. 이후 1946년 월북하여 행방을 모른다는 설과 한국 전쟁 초기에 조선인민군이 서울을 점령했다가 후퇴한 뒤 좌익 활동 경력 때문에 살해되었다는 상반된 설이 있다. 전국부녀총동맹 총재 유영준과 제1부총재 정칠성은 모두 월북했다.
2008년 민족문제연구소에서 친일인명사전에 수록하기 위해 정리한 친일인명사전 수록예정자 명단 중 교육/학술 부문, 2009년 친일반민족행위진상규명위원회가 발표한 친일반민족행위 705인 명단에 포함되었다.

## 가족 및 친척 관계
- 남편: 김복진(金復鎭, 1901년 11월 3일-1940년 8월 18일, 연극배우, 조각가, 미술평론가, 문예이론가, 사회운동가.)
- 시동생: 김팔봉(金八峰, 1903년 8월 21일~1985년 5월 8일, 본명 김기진(金基鎭). 시인, 소설가, 문학평론가.)
- 시조카딸: 김복희(金福姬, 1928년 3월 31일~ , 소프라노 성악가. 이화여자대학교 교수 역임. 김팔봉의 딸.)

## 같이 보기
- 김복진
- 조선임전보국단